# Kâmuran Şipal
İsmet Kâmuran Şipal (24. September 1926 in Adana – 18. September 2019 in Istanbul) war ein türkischer Romanautor, Erzähler und Übersetzer.

## Leben
Şipal machte seinen Abschluss an der Fakultät für Literatur der Universität Istanbul, Abteilung für deutsche Sprache, u. a. studierte er bei Gerhard Fricke. In den folgenden Jahren übersetzte er deutsche Schriftsteller wie Franz Kafka, Alfred Adler, Ingeborg Bachmann, Wolfgang Borchert, Heinrich Böll, Alfred Brauchle, Bertolt Brecht, Max Brod, Elias Canetti, Sigmund Freud, Gustav Hans Graber, Günter Grass, Carl Gustav Jung, Thomas Mann, Rainer Maria Rilke, Robert Musil, Bernhard Zeller, Hans Zulliger und Hermann Hesse vom Deutschen ins Türkische.

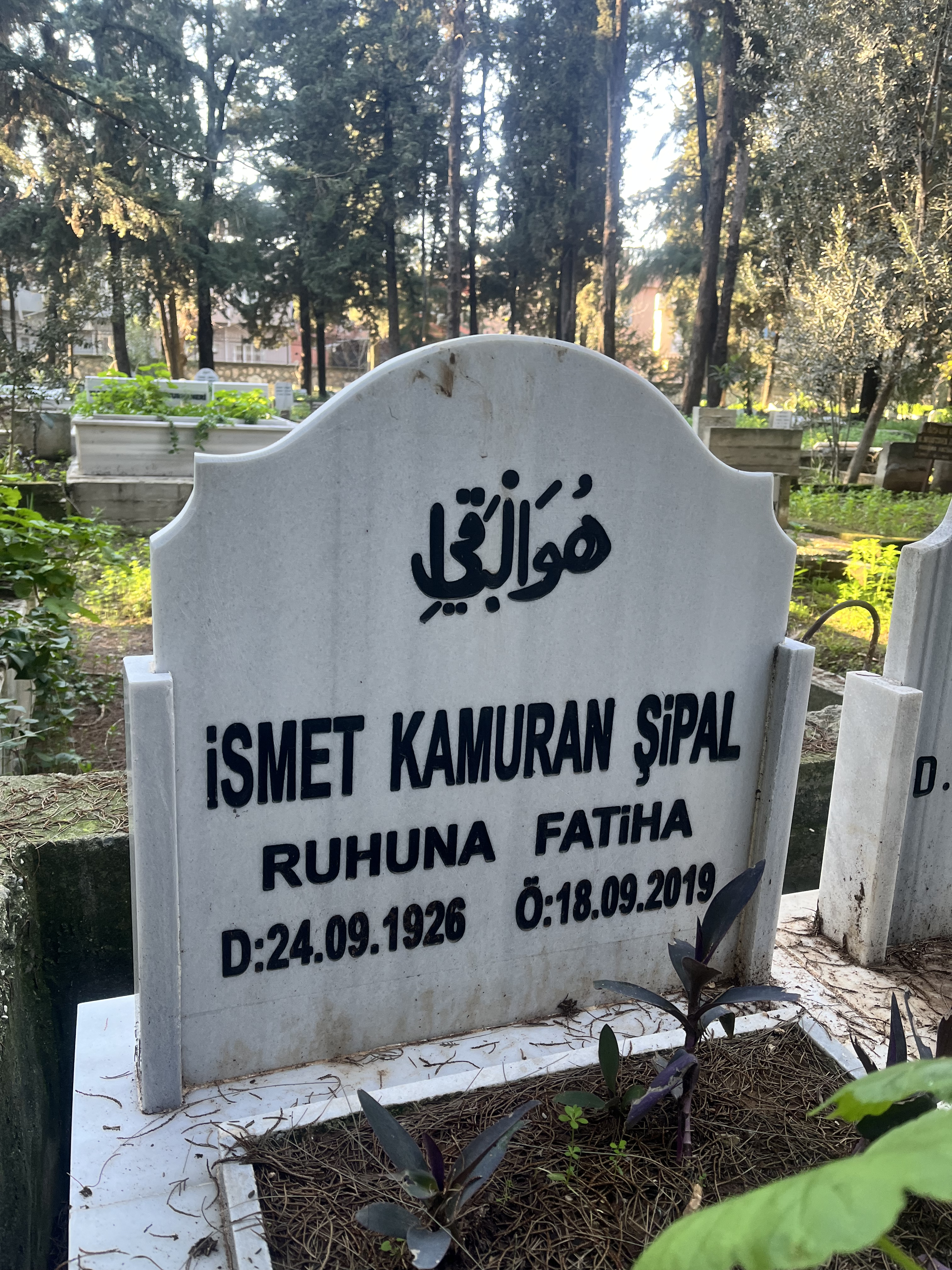
Grabstein von İsmet Kamuran Şipal

Kâmuran Şipal ist der Großvater des Dramatikers Akın Emanuel Şipal.

## Hörspiele (Auswahl)
- 1966: Behçet Necatigil: Hast Du die Sterne gesehen (Übersetzer aus dem Türkischen) – Regie: Otto Düben (Original-Hörspiel, Kurzhörspiel – SDR)[2]

## Auszeichnungen
Şipal gewann 1953 den Erzählwettbewerb der Türkischen Sprachvereinigung. Er erhielt 1965 den Sait-Faik-Literaturpreis für seinen Roman „Elbiseciler Çarşısı“. Şipal hat mit seinen Übersetzungen aus dem Deutschen maßgeblich dazu beigetragen hat, viele Werke den türkischen Lesern nahezubringen. Er wurde 1988 mit dem Story Award des Türkischen Schriftstellerverbandes für „Köpek İstasyonu“, 2011 mit dem Orhan-Kemal-Literaturpreis für „Sırrımsın Sırdaşımsın“ und 2018 mit dem Sedat-Simavi-Preis für „Dua Çiçeği“ ausgezeichnet.